# Brachystomella kahakai
Brachystomella kahakai är en urinsektsart som beskrevs av Christiansen och Bellinger 1992. Brachystomella kahakai ingår i släktet Brachystomella och familjen Brachystomellidae. Inga underarter finns listade.